# Галеото Роберто Малатеста
Вижте пояснителната страница за други личности с името Галеото Малатеста.
Галеото Роберто Малатеста (на италиански: Galeotto Roberto Malatesta; * 3 февруари 1411; † 1432, Сантарканджело ди Романя) е италиански кондотиер и сеньор на Римини (1427 – 1432), член на фамилията Малатеста.

## Биография
Той е син на Пандолфо III Малатеста (1370 – 1427) и на Антония да Баригнано.
Галеото Роберто се жени през 1427 г. на 16 години за Маргерита д'Есте (1411 – 1476), незаконна дъщеря на Николо III д’Есте, маркграф на Ферара, Модена и Реджо нел'Емилия. Съпругата му е полусестра на Джинерва д'Есте (1419 – 1440), омъжена за брат му Сигисмондо.
През 1432 г. той командва войска при папа Евгений IV. Умира същата година на 20 години в Сантарканджело ди Романя.